# Спенсер Ахтимічук
Спенсер Ахтимічук (англ. Spencer Achtymichuk; нар. 31 жовтня 1994, Дельта, Ванкувер, Британська Колумбія, Канада) — канадський актор кіно та телебачення українського походження, найбільш відомий за роллю Джона «Джонні» 'JJ' Баннермана у телесеріалі «Мертва зона».

## Життєпис
Спенсер Ахтимічук народився 31 жовтня 1994 року в муніципалітеті Дельта, частині Великого Ванкувера.
Займався лакросом. Навчався в Університеті Сен-Лео у 2012 році, де виступав за університетську команду з лакросу. У 2013-2014 роках навчався в Адамському державному університеті в Колорадо.
У 2014 році вступив в Університет Саймона Фрейзера у Ванкувері, який закінчив у грудні 2018 року.

## Фільмографія
| Рік       |    | Українська назва                                    | Оригінальна назва                                      | Роль                          |
| --------- | -- | --------------------------------------------------- | ------------------------------------------------------ | ----------------------------- |
| 2007      | с  | «Флеш Ґордон»                                       | Flash Gordon                                           | молодий Флеш Ґордон           |
| 2007      | с  | «Майстри жахів»                                     | Masters of Horror                                      | молодий Лейн                  |
| 2004      | ф  | «Тварюки з безодні»                                 | The Thing Below                                        | Капітан Джек Ґріффін у юності |
| 2004      | с  | «Дотик зла»                                         | Touching Evil                                          | Еван Танненбаум               |
| 2004      | ф  | «Завершальний монтаж»                               | The Final Cut                                          | Джейсон Монро у юності        |
| 2003—2004 | с  | «Мертві, як я»                                      | Dead Like Me                                           | Чарлі                         |
| 2003      | ф  | «Негідник під ім'ям Санта-Клаус» (Викрадене Різдво) | Ein Schlitzohr namens Santa Claus (Stealing Christmas) | Ендрю                         |
| 2002—2006 | с  | «Мертва зона»                                       | The Dead Zone                                          | Джон «Джонні» 'JJ' Баннерман  |
| 2002      | с  | «Єремія»                                            | Jeremiah                                               | Ґейб                          |
| 2002      | с  | «Спеціальний підрозділ №2»                          | Special Unit 2                                         | Брінкс                        |
| 2002      | с  | «Мої настанови як стати рок-зіркою»                 | My Guide to Becoming a Rock Star                       | хлопчик                       |
| 2002      | ф  | «Серце Америки»                                     | Heart of America                                       | Джеймс Пратт                  |
| 2001      | кф | «Натюрморт, з ножицями»                             | Still Life, with Scissors                              | Джиммі                        |

## Нагороди та номінації
| Кінопремія      | Дата церемонії | Категорія                             | Номінант(и)   | Результат | Дж    |
| --------------- | -------------- | ------------------------------------- | ------------- | --------- | ----- |
| «Молодий актор» | 2006           | Найкращий актор у телесеріалі (драма) | «Мертва зона» | Номінація | [ 3 ] |
| «Молодий актор» | 2005           | Найкращий актор у телесеріалі         | «Мертва зона» | Номінація | [ 3 ] |